# Finca de ferro
La Finca de ferro, oficialment Edifici Garcerán, és un edifici del centre de la ciutat de València. Forma part del districte Ciutat Vella i està al barri de Sant Francesc, concretament a la plaça de Sant Agustí, al cap del carrer de Xàtiva. Té 22 plantes i mesura 85 metres. Va ser construït l'any 1962 i fou l'edifici més alt durant vora quaranta anys. El seu ús és residencial.
Es coneix popularment a aquest edifici com la Finca de Ferro, perquè fou dels primers edificis de la ciutat que emprà una estructura de ferro. Altrament durant el seu bastiment també fou coneguda com la Finca dels Collons, perquè quan la gent eixia de l'Estació del Nord mirava cap a l'esquerra i veia l'edifici en construcció, solien exclamar "Collons, quina finca!". Actualment és el 8é més alt de la ciutat.